# Hylodesmum repandum
Hylodesmum repandum là một loài thực vật có hoa trong họ Đậu. Loài này được (Vahl) H.Ohashi & R.R.Mill mô tả khoa học đầu tiên.

## Hình ảnh

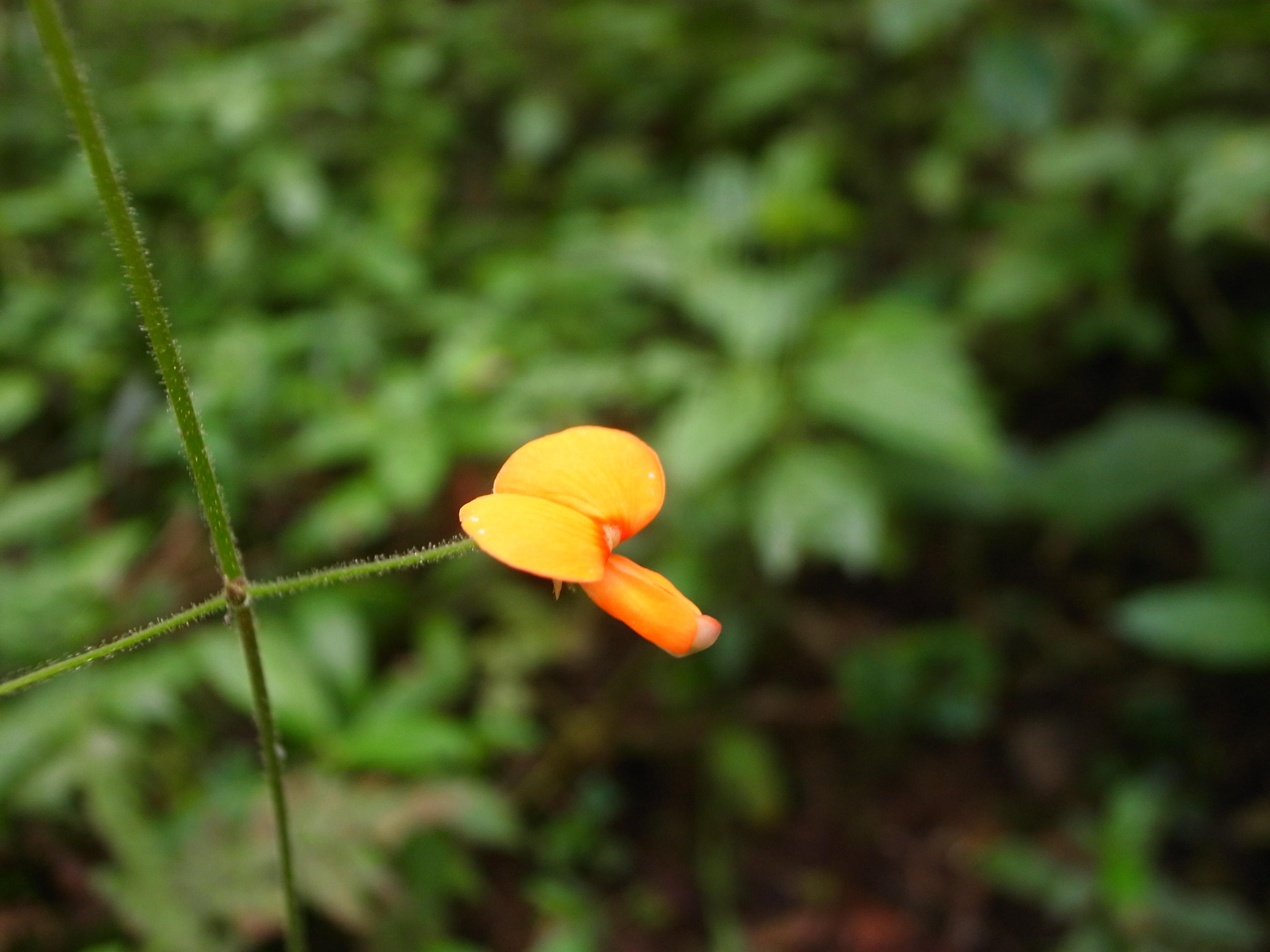